# Paracephaelis
Paracephaelis es un género con cuatro especies de plantas fanerógamas perteneciente a la familia de las rubiáceas. 
Es nativa de Madagascar.

## Especies
- Paracephaelis cinerea (A.Rich. ex DC.) De Block (2003).
- Paracephaelis saxatilis (Scott-Elliot) De Block (2003).
- Paracephaelis tiliacea Baill. (1879).
- Paracephaelis trichantha (Baker) De Block (2003).